# David Doucet
Pour les articles homonymes, voir Doucet.
David Doucet est un journaliste français né le 26 septembre 1984 au Blanc-Mesnil. Il a été l'un des rédacteurs en chef des Inrockuptibles de 2016 à mars 2019. Depuis 2013, il s'est spécialisé dans l'étude de l'extrême droite en France, en publiant notamment plusieurs ouvrages sur ce sujet. 

## Biographie

### Formation
Il est titulaire d'un master d'histoire obtenu à l'université Paris-IV où il travaille sur le nationalisme allemand. David Doucet commence ensuite une thèse sur le traitement médiatique du Front national dans la presse française à Paris-II, mais celle-ci reste inachevée.

### Carrière

#### Parcours auxInrockuptibles(2011-2019)
Dans une interview, il affirme qu'il a débuté le journalisme en multipliant les stages, qu'il n'a pas fait d'école de journalisme, qu'il était blogueur et vivait avec « quasiment rien et sans abonnement téléphonique ». Il raconte également qu'il devait faire un stage aux Inrockuptibles, mais qu'il y a été engagé immédiatement en CDD au vu de ses précédents articles. Le 1er septembre 2014, à la suite du départ de Pierre Siankowski pour Le Grand Journal de Canal +, il devient rédacteur en chef adjoint du site internet du magazine. 
En 2013, il est l'auteur d'un numéro des Inrockuptibles spécial consacré à la Seine-Saint-Denis. Interrogé par Le Parisien sur cette soudaine délocalisation d'un magazine régulièrement étiqueté comme parisianiste et bobo, il répond : « Il y a une prise de conscience de la précarité dans laquelle vit une partie de la société. La Seine-Saint-Denis est un laboratoire culturel et social d'où émerge des artistes d'avant-garde ».
En novembre 2014, il réalise l'interview d'Alain Juppé qui fait la une des Inrockuptibles avec une question en sous-titre : « Juppémania : le moins pire d'entre eux ? » Cette couverture est abondamment commentée car c'est la première fois qu'un homme de droite se retrouve dans le « magazine de la gauche branchée ». Dans cet entretien, Juppé se déclare favorable à l'adoption par les couples homosexuels. 
Le 1er septembre 2016, David Doucet est nommé rédacteur en chef du magazine et du site des Inrockuptibles,. Il participe à la couverture de lancement de la nouvelle formule du magazine consacrée notamment à la situation des réfugiés haïtiens au Canada,, et à la défense de la musique rap avec des portraits d'Aya Nakamura, Booba, et Damso. Dans un web documentaire consacré à Booba qu'il a interviewé à plusieurs reprises, Doucet explique que l'écoute du rappeur lui a donné envie de « s'extraire de son milieu social » et que Booba restera dans l'histoire de cette musique comme « le rappeur qui a réussi à traverser toutes les générations ». En interne, David Doucet s'était opposé à la couverture polémique du 11 octobre 2017 que le journal avait consacrée au retour du chanteur Bertrand Cantat, qui a tué sa compagne Marie Trintignant en 2003 lors d'une dispute.

#### Suivi de l'extrême droite
Au début de l'année 2013, il publie dans la revue Charles un entretien avec Pierre Sidos, fondateur d’Occident et de l'Œuvre française, dans lequel ce dernier avoue avoir participé à l’attentat du Petit-Clamart contre le général de Gaulle, le 22 août 1962. Il est le seul journaliste auquel Pierre Sidos ait accepté de se confier.
En septembre 2013 sort Histoire du Front national aux éditions Tallandier, écrit avec Dominique Albertini, journaliste à Libération. Pour Le Monde, cette plongée dans plus de quarante ans d'existence du parti d'extrême droite démontre « que la volonté de dédiabolisation est une constante dans l'histoire du FN. » Pour L'Express, ce récit montre « que le parti possède des ressorts bien plus romanesques que ses concurrents ».
Questionné sur le traitement médiatique de l'extrême droite en France, il estime que les journalistes ne peuvent plus « se permettre un traitement moral du sujet ». « Notre lectorat est très attentif à notre manque de partialité », explique-t-il. Il défend un « traitement à l’anglo-saxonne » de l'extrême droite, à savoir se focaliser uniquement sur les faits. « A l’heure du web où toute critique circule instantanément, tout jugement différencié, parcellaire ou partial ne fait que nourrir la défiance des lecteurs de la “fachosphère” vis-à-vis des médias traditionnels. Cela leur donne le sentiment d’un traitement injuste et les incite à rester sur ces médias alternatifs, souvent moins fiables », justifie-t-il. Interrogé par David Dufresne, il raconte que couvrir le FN est une tâche ardue. « Rien n’est simple quand on travaille sur le Front national. L’accès aux sources relève souvent du sport de combat et au sein même de sa rédaction, tout article peut faire l’objet d’un débat (...) Il y a que des coups à prendre lorsque l’on bosse sur le FN », confie-t-il. 

##### La Fachosphère
En septembre 2016, il publie La Fachosphère, comment l'extrême droite remporte la bataille du net, avec Dominique Albertini. Cet ouvrage montre selon Le Monde, « comment l'extrême droite parvient à populariser ses idées grâce au web ». Pour Libération, cet « ouvrage aussi foisonnant que passionnant » permet de cerner les grandes familles de l'ultra-droite. Sous la plume de Jean-Dominique Merchet, L'Opinion note que les deux auteurs « ne sont clairement pas des sympathisants de la fachosphère mais leur enquête est solide et honnête ». Dans un entretien au Figaro, Doucet explique que ce qui fait l'unité de ce vaste réseau sans convergences apparentes, c'est d'abord « une opposition à la modernité libérale, ainsi qu'une hostilité marquée envers les journalistes ». Au micro de France Inter, il raconte que pour les électeurs d'extrême droite : « les réseaux sociaux permettent d'assumer une parole habituellement ostracisée ».
Dans une interview au Monde, il estime que l’émergence de la nouvelle génération de militants familiers des codes du Web au sein de l'extrême droite s’inscrit dans une stratégie de guerre culturelle. En décembre 2016, il explique dans un entretien au Soir que les sites de la mouvance d’extrême droite sont devenus des cailloux dans la chaussure de la présidente du FN mais permettent en même temps de la recentrer politiquement.
David Doucet est intervenu en tant qu'expert au sein de la Fondation Jean-Jaurès. Le 18 mai 2016, il anime une conférence sur les radicalités politiques de l'extrême droite à l'extrême gauche où interviennent Jean-Yves Camus, Romain Ducoulombier, Nicolas Lebourg et Isabelle Sommier.

##### La Jeunesse cachée de Marine Le Pen
Début 2017 parait La Jeunesse cachée de Marine Le Pen, nouvel ouvrage consacré à l'extrême droite et à la jeunesse de Marine Le Pen candidate du Front national à l'élection présidentielle. Selon Le Monde, ce livre permet de mieux comprendre « les amitiés sulfureuses » dans l'entourage de la présidente du FN. Pour Libération, cette biographie « non autorisée » permet d'apprendre que Marine Le Pen a longtemps cherché à s'éloigner de la politique. 
En mai 2017, dans un entretien à La Repubblica, il explique que la grande force de Marine Le Pen est d'avoir su transformer le socle électoral du Front national qui était jusqu'alors majoritairement masculin.

#### La Haine en ligne
En septembre 2020, il publie La Haine en ligne : Enquête sur la mort sociale aux éditions Albin Michel, une enquête sur les mécanismes de lynchage numérique sur les réseaux sociaux. L'ouvrage fait écho à ce qu'il a vécu en 2019 lors de l'affaire de la « Ligue du LOL », mais élargit le champ, ne se focalisant pas sur son cas, uniquement évoqué dans l'introduction,,. Pour cette enquête, Doucet a rencontré des personnes condamnées par les réseaux sociaux et interrogé des écrivains et intellectuels « très inquiets face à cette machine à broyer ».

## Radio
En 2013, il co-anime durant un an Touche pas à mon poke sur Le Mouv' chaque samedi à 20 h en compagnie d'Alexandre Majirus et de Vincent Glad. Cette émission est consacrée à la culture web. 
En 2015, il est intervenu comme chroniqueur dans l'émission Instant M sur France Inter.

## Polémiques
Le 10 février 2019, il reconnaît avoir été membre pendant deux ans de la « Ligue du LOL », groupe Facebook de journalistes créé par Vincent Glad. Certains de ses membres sont accusés de cyberharcèlement ciblé sur Twitter,. Aucune victime présumée ne se plaint alors d'avoir été harcelée par David Doucet, mais, après que Florence Porcel a témoigné d'un canular téléphonique sans nommer le responsable, David Doucet se désigne lui-même,. Il publie un message d'excuses sur Twitter où il explique avoir réalisé deux canulars téléphoniques. Florence Porcel estime que David Doucet n'a pas participé au harcèlemenent mais perçoit toutefois ce canular comme le « point d'orgue » de ce qu'elle a subi,.
Il est licencié de son poste en mars 2019 et annonce contester son licenciement. Le 3 septembre 2021, David Doucet remporte son procès. Le magazine Les Inrockuptibles est condamné par les prud’hommes pour avoir licencié « sans cause réelle et sérieuse » à verser au journaliste 25 000 euros de dommages et intérêts et autour de 20 000 euros d’indemnités de licenciement. Dans sa décision, le tribunal estime que si David Doucet a reconnu son appartenance à la Ligue du LOL, Les Inrocks « échoue[nt] à justifier d’une dérive agressive » de sa part pendant cette période, et qu’il est impossible d’établir un lien entre ce groupe et les canulars téléphoniques reprochés au journaliste. « En tout état de cause, [le magazine a] par le passé publié et relayé ses canulars téléphoniques », rappelle le conseil,,.
En février 2023, le parquet de Paris classe l'affaire sans suite pour « infraction insuffisamment caractérisée ».

## Ouvrages
- Avec Dominique Albertini (préf. Nicolas Lebourg), Histoire du Front national, Tallandier, 2013, 360 p. (ISBN 979-1021002715)
- avec Dominique Albertini, La Fachosphère : Comment l'extrême droite remporte la bataille du net, Flammarion, 2016, 318 p. (ISBN 9782081354913, lire en ligne) (L'ouvrage est traduit en italien sous le titre : La fasciosfera. Come l'estrema destra ha vinto la battaglia della rete, La nave di Teseo, 2018, 437 p.[55])
- Avec Jean-Yves Camus, Ultras, extrêmes, les radicalités de gauche à droite, fondation Jean-Jaurès, 2016, 44 p. (ISBN 978-2362440991)
- Avec Mathieu Dejean, La Politique malgré elle : la jeunesse cachée de Marine le Pen, La Tengo, 2017, 130 p. (ISBN 978-2354611156)
- La Haine en ligne : Enquête sur la mort sociale, éditions Albin Michel, 30 septembre 2020, 240 p. (ISBN 978-2226447043).